# Pauline Anna Milder-Hauptmann

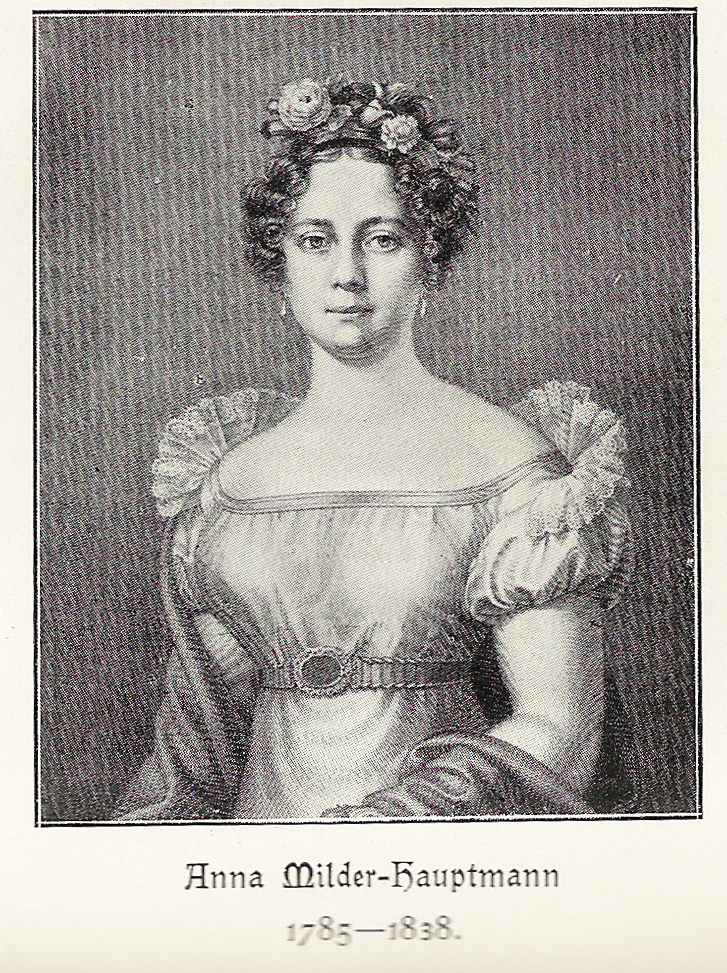
Anna Milder-Hauptmann

Anna Pauline Milder-Hauptmann, född i Konstantinopel 1785, död 1838 i Berlin, österrikisk operasångerska. 
Elev till Tomaselli och Salieri. Hon debuterade 1803 i Wien där hon anställdes vid hovteatern. Det var för henne som Beethoven skrev Leonoras parti i operan Fidelio. Hon var 1816-1829 verksam i Berlin, där hon nådde sin höjdpunkt, och gjorde fram till år 1836 omfattande turnéer, under vilka hon även besökte Sverige. Gift 1810 med den rike juveleraren Hauptmann.